# Pink Hanamori
Pink Hanamori (Hanamori Pinku /花森ぴんく), nacida el 5 de noviembre de 1977 en Shizuoka, Japón, es una mangaka conocida por ser la dibujante e ilustradora del manga y el anime Mermaid Melody: Pichi Pichi Pitch encargándose del guion Michiko Yokote. Hanamori es fan del shōnen y trabaja para la revista Nakayoshi. Tiene un tipo de sangre AB, sus colores favoritos son el negro y el rojo y pertenece al elemento Tierra siendo del signo del mono.
A partir de 2008, Nakayoshi anunció que Pink Hanamori trabajaría con Natsuko Takahashi para hacer el manga "Zafiro:Princess Nigth".
El 1 de julio de 2021 se anunció que Pink Hanamori produciría una secuela de Mermaid Melody Pichi Pichi Pitch , dado el título Mermaid Melody Pichi Pichi Pitch Aqua. La serie se publicará mensualmente en la revista Nakayoshi a partir del 3 de agosto de 2021.

## Obras

### Mangas
- Sapphire:Princesa Caballero (2008)
- Mi novio es un monstruo (2007)
- Yume Yume Yu Yu (2005-2007)
- Mermaid Melody: Pichi Pichi Pitch (2003-2005)
- Memarid Melody: Pichi Pichi Pitch Aqua (2021-Presente)

### Tomos Únicos
- Miss Dieter Heroine
- Get Nude!
- Moonlight Goodness Diana
- Cherry Blossom